# 文和友

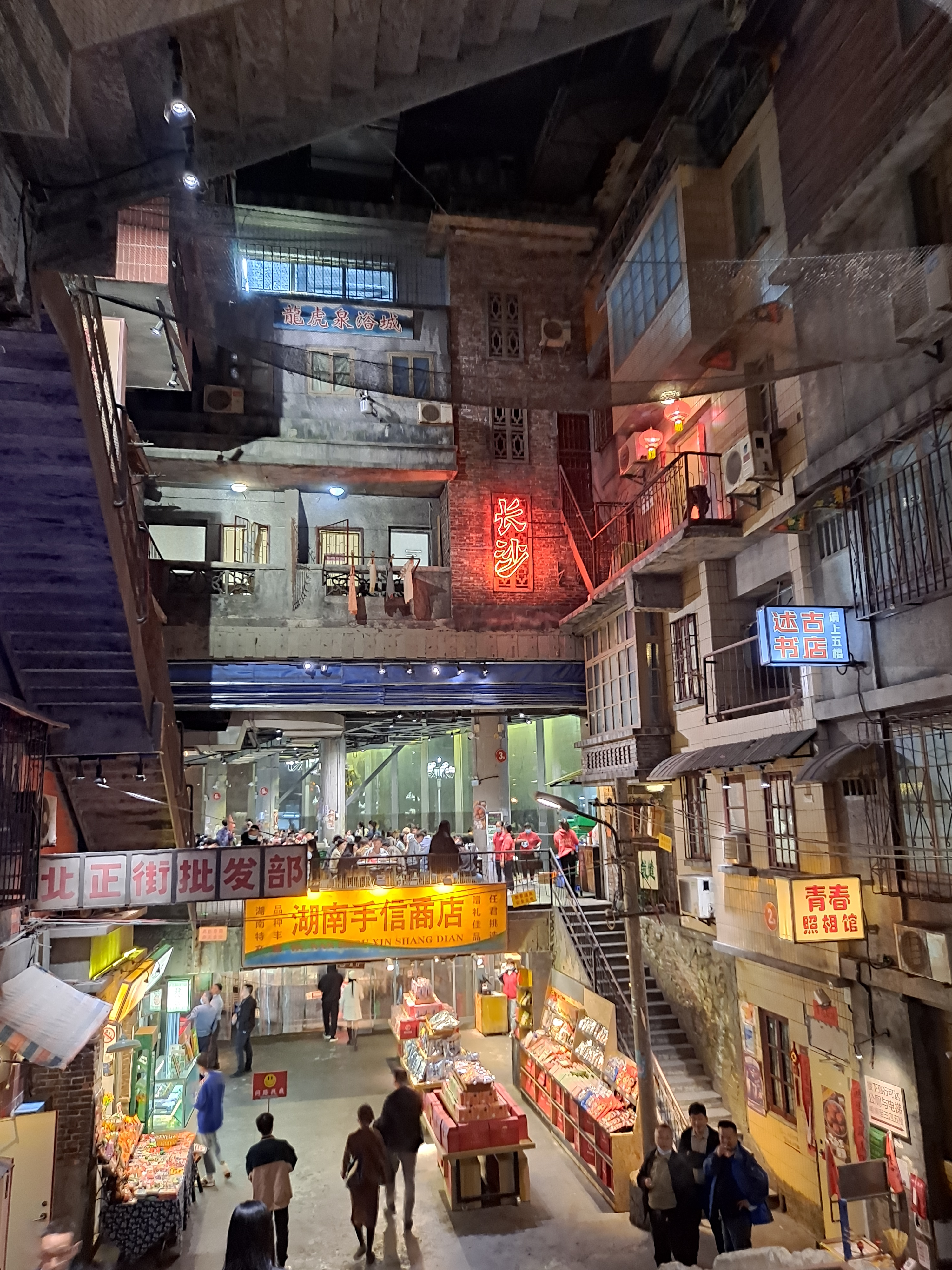
长沙文和友

湖南文和友文化产业发展集团簡稱文和友，是中国湖南省的一家餐饮品牌，起源于2011年。

## 品牌

### 城市文和友

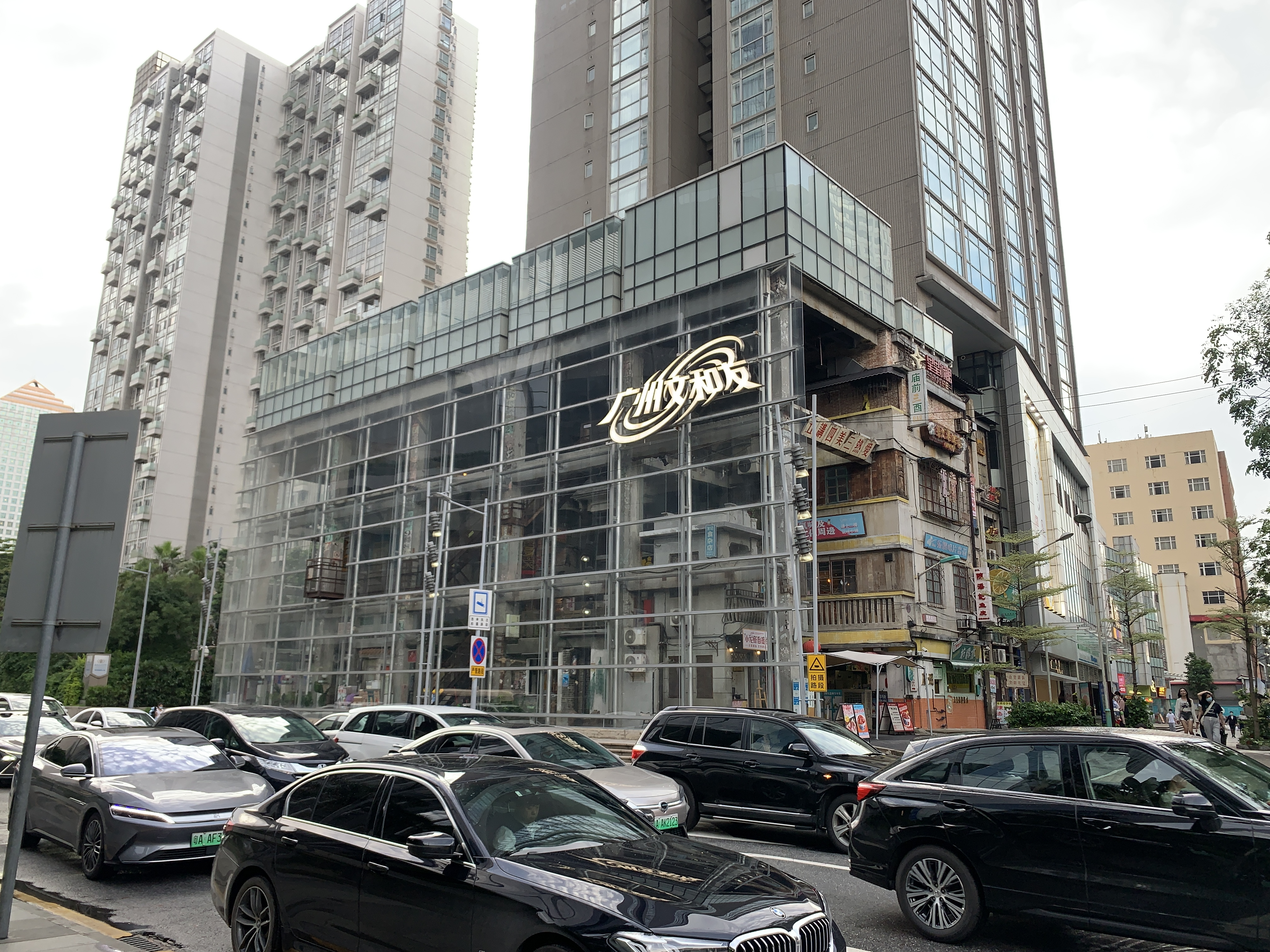
广州文和友

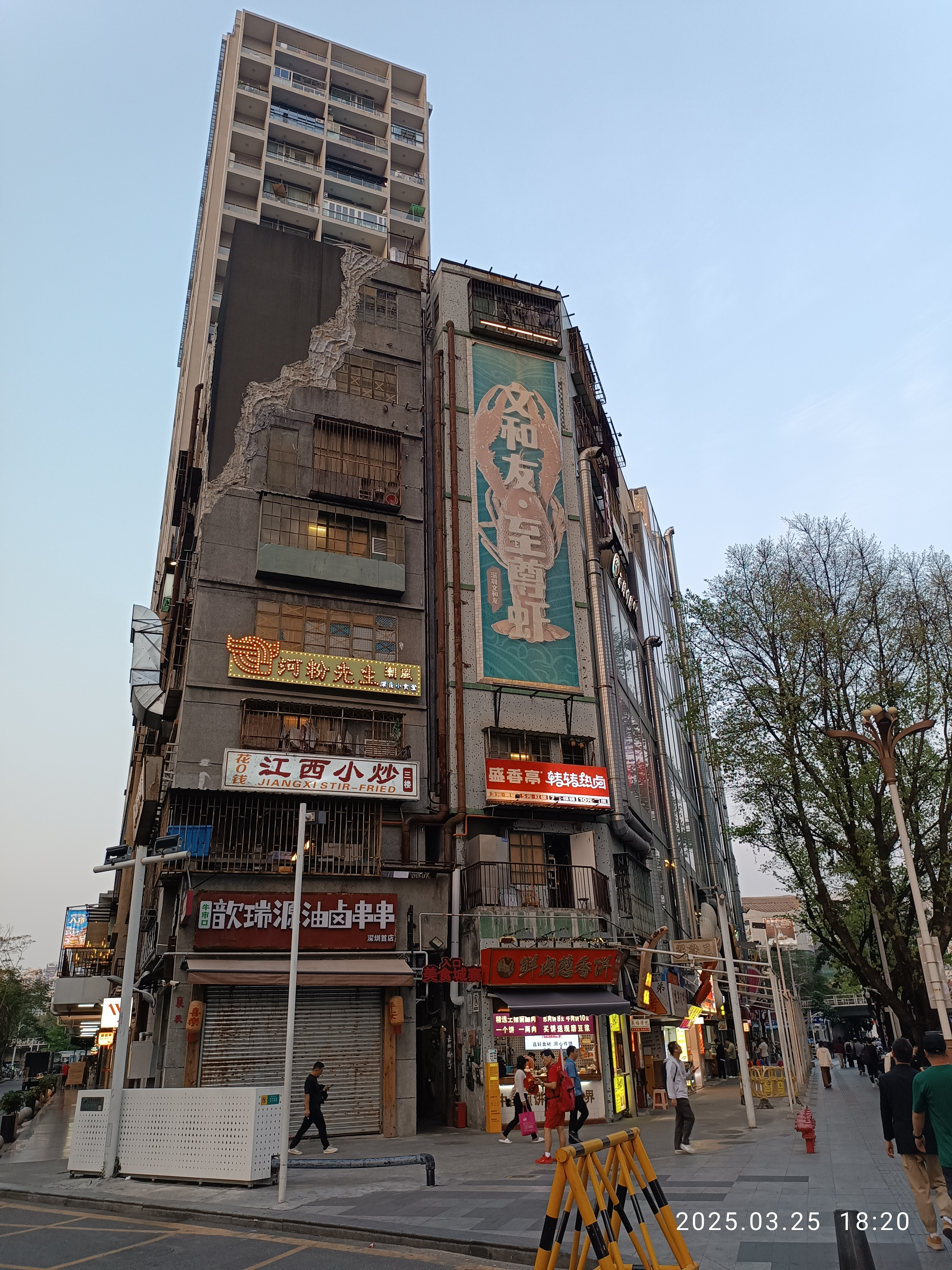
深圳文和友

2018年，文和友将其长沙海信广场店升级为“超级文和友”。
2020年7月，广州超级文和友在广州太古汇裙楼汇坊开业，是文和友在长沙以外开设的首店。开业时主打小龙虾，并汇集荔银肠粉、恩宁刘福记、永利饭店、信行丰炖品皇等20余家传统广州小吃店，吸引大量人流，最长排队时间达四个半小时。2021年4月，深圳文和友在東門商業區开业，以“深笙蚝”为主打；长沙和广州的超级文和友同时更名为长沙文和友、广州文和友。
不过，文和友在广深两地水土不服，开业初期的火爆场景未能持续，客流减少的同时亦有不少商铺撤店。深圳文和友在开业不到半年便更换招牌为“老街蚝市场”，数月后再次改版；广州文和友则抛弃小龙虾，增加了海鲜的比例。此外，文和友在2022年被爆裁员，原进入南京的计划亦没有下文。
2023年9月，深圳文和友暂停营业，一度被传倒闭；数月后重新开业，但转型为主打湘菜，以期挽救人气。2024年7月，广州文和友的业主太古汇称计划升级汇坊的升级模式，并发布涉及广州文和友店址的外立面改造及兴建人行天桥计划，被解读为文和友即将撤场，不过被文和友方面否认；唯广州文和友店内其他品牌的店铺在该年年末均已关闭，翌年春节假期休市后未恢复营业，疑似已撤场。

### 其他品牌
文和友老长沙油炸社、文和友龙虾馆、文和友老长沙大香肠、文和友老长沙臭豆腐、MĀMĀCHÁ、湘春酒家、六点左右手打吐司、拙艺面点等。

## 爭議
2025年四月初，美國知名網紅IShowSpeed（中國内網稱“甲亢哥”）來臨中國旅游進行直播，以長沙為最後一站，其中的行程就是去文和友吃飯，但是文和友的聯合創辦人翁某過來自稱自己是這裏的老闆，並搶著要幫Speed介紹這裏的美食，促使長期陪伴著Speed的另一位中國網紅“榮昌鹵鵝哥”離席，因此惹來網民的反感，在各餐飲外賣應用程式裏在該門店的網頁處刷數千條差評來表達抗議。不過“鹵鵝哥”稱這行為沒什麽不妥，只不過是網民們太喜歡他，覺得他受到了不公正地對待。而營銷專家評論指翁某這種搶鏡的行為“不太妥當”，他在某種程度上已經損害了品牌的名聲。